# Kazimierz Surman
Kazimierz Surman (ur. 20 grudnia 1924 w Krakowie, zm. 4 marca 1978 w Sanoku) – polski żołnierz, polityk, działacz kultury.

## Życiorys
Urodził się 20 grudnia 1924 w Krakowie. Był synem Wincentego i Apolonii z domu Hachaj (1898-1951). W rodzinnym Krakowie kształcił się w szkole podstawowej, a od 1937 uczył się w Gimnazjum im. Bartłomieja Nowodworskiego, gdzie do 1939 ukończył dwie klasy.
Podczas II wojny światowej od 1940 do 1942 był zatrudniony jako prowadzący biuro kancelaryjne w firmie budowlanej Tadeusza Russaka. Po otrzymaniu karty na przymusowe roboty przymusowe w III Rzeszy, po czym schronił się w Dębicy. Do Krakowa wrócił w sierpniu 1944. Tam został ujęty w ulicznej łapance i osadzony w obozie KL Plaszow.
Po wkroczeniu sowietów i odzyskaniu wolności pracował jako referent zaopatrzenia w Fabryce Mydła „Kołłątaj” w Krakowie. Po zakończeniu wojny został członkiem PPS i działał w Komitecie Dzielnicowym Dębniki. Jako ochotnik w marcu 1945 został przyjęty do Ludowego Wojska Polskiego. W 1947 ukończył naukę w Oficerskiej Szkole Piechoty w Krakowie ze stopniem chorążego. W tym samym roku został dowódcą plutonu w jednostce wojskowej w Sanoku. 21 stycznia 1949 został zdemobilizowany i przeniesiony do rezerwy.

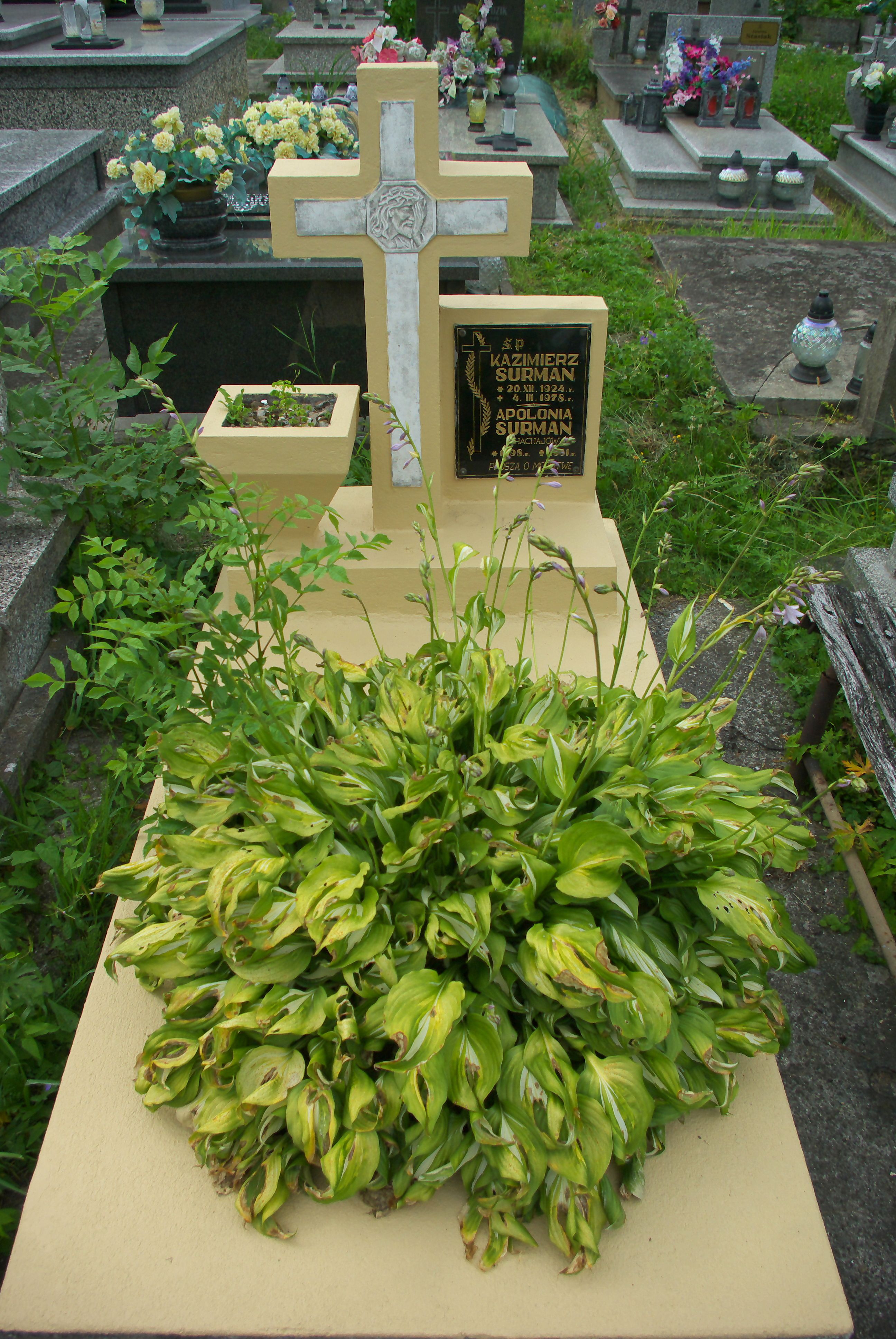
Nagrobek Kazimierza Surmana

Po odejściu ze służby wojskowej pracował w Rejonowym Urzędzie Likwidacyjnym w Sanoku, jako kierownik sekcji planów zbiorczych i bilansów w Państwowej Komisji Planowania Gospodarczego (PKPG) przy Prezydium Powiatowej Radzie Narodowej w Sanoku, w biurze Powiatowego Pełnomocnika Skupu, jako instruktor powiatowy, jako kierownik Oddziału Kultury Prezydium PRN w Sanoku, jako inspektor techniczny w Muzeum Historycznym w Sanoku, jako kierownik Powiatowego Domu Kultury w Sanoku. W Sanoku działał społecznie, był członkiem PCK, TPD. Był także aktywny na polu kulturalnym, zainicjował powstanie w 1950 radiowęzła w Sanoku nadającego program lokalny będąc jego redaktorem i pierwszym spikerem, był przewodniczącym rady społecznej PDK w Sanoku, działającego w budynku przy ul. Adama Mickiewicza w Sanoku, śpiewał w chórze. W 1952 został sekretarzem, a w 1953 zastępcą przewodniczącego Komisji Drogowej Miejskiej Rady Narodowej (MRN) w Sanoku. W 1954 został wybrany radnym MRN w Sanoku. Od 1 grudnia 1954 do 31 marca 1956 pełnił stanowisko przewodniczącego Prezydium MRN w Sanoku. Został odwołany jednogłośną decyzją rady po przedstawieniu zarzutów wskazujących m.in. na podanie przez niego nieprawdziwych informacji w ankiecie personalnej oraz wytykających wrogi stosunek do PZPR (zarzuty wsparli wówczas radny MRN Romuald Bobrzak i przewodniczący prezydium PRN Stanisław Janik). W 1957 został kierownikiem Wydziału Kultury Powiatowej Rady Narodowej w Sanoku. Na przełomie lat 50. i 60. sprawował stanowisko kierownika Wydziału Kultury Prezydium MRN w Sanoku. Został wybrany członkiem Kolegium Karno-Administracyjnego w Sanoku kadencji 1964-1967. Został członkiem powołanego 31 stycznia 1968 społecznego komitetu ORMO w Sanoku. Po wyborach do MRN w 1969 został członkiem Komisji Ochrony Porządku Publicznego i Bezpieczeństwa Publicznego oraz Komisji Oświaty i Kultury. Od 1970 do 1972 był dyrektorem sanockiego PDK. Od 1 stycznia 1976 do końca życia pracował na stanowisku starszego przewodnika muzealnego w Muzeum Historycznym w Sanoku.
Od 6 grudnia 1948 był żonaty z Izabelą Jadwigą Naczas (1924-1999). Miał dzieci. Zmarł 4 marca 1978 w Sanoku. Został pochowany na cmentarzu przy ul. Jana Matejki w Sanoku.